# Urânia (São Paulo)
Urânia  este un oraș în São Paulo (SP), Brazilia.